# Сава Доброплодни
Сава Хаджиилиев – Доброплодни е сред видните български просветни и културни дейци, които оформят началните прояви на Българското национално възраждане.

## Биография
Сава Доброплодни е роден на 3 декември 1820 г. в гр. Сливен, Османска империя. Родителите му са били православни българи, добре образовани (виж по-долу раздел Семейство). Началното си образование получава в гръцки училища в Сливен. Местните търговци и роднини събират пари и изпращат малкия Сава да учи в Цариград.
Следва във Великата народна школа в Цариград, Куручешме. Заради добрите си познания по класическа литература, учителите там дават на Сава прозвището Евкарпидис, в превод от гръцки - Доброплодни.
В гръцки учебни заведения се подготвят много образовани българи от онзи период, което до голяма степен е в унисон с елинофилството, характерно за началните етапи на българското учебно дело и народна просвета. Именно Доброплодни обаче, наред с други образовани българи, е сред онези, които оформят облика на българската култура и просвета, в която националното е на предна позиция в противовес на гръцкото влияние.
След като завършва в Цариград, Сава Доброплодни се отдава на учителската професия.
От 1842 до 1847 г. е учител в Котел. Превежда от гръцки на български игиономията на султанския лекар Архигена Сарантиев и я издава в Цариград (виж по-долу Литература).
След Котел Сава Доброплодни учителства и Шумен, където развива педагогическите си възможности. Превръща местното класно училище в Преславско-Шуменска прогимназия, в която се преподават много на брой и разнообразни учебни предмети. Той е сред първите и най-изтъкнати учебникари от онзи период. Сред най-изтъкнатите ученици на Доброплодни в Шумен са Васил Друмев, Илия Блъсков, В. Д. Стоянов и Добри Войников. Има голямо влияние върху тях и развива у тях интерес към литературата и театралното изкуство.
През 1852 г. отива в Земун, в пределите на тогавашната Австро-Унгарска империя. Там издава няколко книги включително пиесата "Михал" (1853).
Доброплодни се запознава с театъра в Сремски Карловци. На 15 август 1856 г. осъществява представянето на първата драматургична творба в България – побългарената комедия (по гръцкия писател Милтиадис Хурмузис) „Михал Мишкоед“, с която поставя началото на българския театър. Сава Доброплодни превежда на български език и пише пиеси, които представляват началната фаза на развитие на българската драматургия, която по-късно е развита от неговите последователи и ученици.
Според Антон Борлаков, в края на османския период Сава Доброплодни допринася за културата и образованието в Добруджа.
От 1862 до 1865 г е учител във Варна. Назначен е за главен учител в новооткритото българско училище в града, другият учител е Константин Арабаджиев. Там Доброплодни въвежда взаимоучителния метод.
През 1864 (или 1865) отива в Тулча, където преподава. През 1870 г. тулчанското училище е затворено и Доброплодни се прехвърля в Силистра. В края на 1870 г. заминава за Цариград, за да представлява Доростолската (силистренска) епархия в Първия църковно-народен събор. Там престоява до средата на 1871 г. След това е в Кюстенджа (Констанца, Румъния) и пак в Тулча, където болен го заварва Освобождението на България. 

### След Освобождението на България
Сава Доброплодни се премества във Варна след освобождението на града. На 23 октомври 1878 г. варненският губернатор камерюнкер Павел Баумгартен го назначава за председател на Окръжния управителен съвет на града. На тази длъжност е за кратко, на проведените през декември 1878 година избори за Варненски окръжен съвет за председател е избран Димитър Икономов, а Сава Доброплодни остава само член на съвета, заедно с представителя на гърците - хаджи Янко Флори и на мюсюлманите - Мюлязим Халил Ефенди.
Привлечен от Българската екзархия, заминава за Прилеп, тогава в Османската империя. Сава Доброплодни е сред първите учители в новооснованото Прилепско българско духовно училище след откриването му в учебната 1884/1885 година. Семинарията в Прилеп просъществува само една година, тъй като е затворена след клевети и протести от Цариградската патриаршия, заради което семинарията е преместена в Одрин, а след това в Цариград.
На 6 август 1884 г. Българското книжовно дружество (БАН) го провъзгласява за почетен член.
Отново е във Варна, където започва да издава вестник "Нова българска пчела". Вестникът съществува кратко - от 1 януари 1887 г. до март 1888 г. Първоначално се е печатал във Варна, а впоследствие и в София.
В края на 1887 год. Сава Доброплодни се преселва в София. На 27 ноември 1887 г. Петото ОНС му отпуска пенсия. През 1893 г. пише кратка автобиография, посветена на сватбата на Фердинанд с Мария Луиза, и се подписва като „верен поданик и държавен пенсионер“.
На 18 май 1889 г. цар Фердинанд го удостоява със сребърен медал за заслуги.
Умира на 19 април 1894 г. в София, в бедност и мизерия, но с несломен дух:
| „ | Който е скромен и много философствува, така изпаща. | “ |

## Семейство
В спомените си за семейството (хаджи Илия и хаджи Трандафила от Сливен) пише, че баща му хаджи Илия, чийто брат бил поп Никифор, е роден през 1780 г. Майка му хаджи Трандафила е родена през 1785 г., ханджийка и учителка, дъщеря на търговец от Ямбол. Сава има братя хаджи Никола, Хараламби, Христаки и сестра Мария.
Баща му, Илия Славов, учил в гръцките и българските манастири на Света гора и става учител по гръцки и славянски език, стара и нова църковна музика. Майка му, хаджи Трендафила, дъщеря на търговеца Христо от Ямбол, е получила манастирско образование и също е учителка. През 1805 г. откриват в дома си килийно училище.
Хаджи Илия Славов бил, освен наставник, също възпитател и добър певец. Бил ръкоположен от сливенския митрополит за пръв певец (протопсалт) и проповедник. Наложило му се да отстъпи пред хаджи Юрдан Селиминский (учил се в Атина на по-систематично преподаване и подигравал се на светогорските поучения и постите, имал ученици и от Шумен – хаджи-Савовите синове), който не одобрявал речите му. Поради тази причина хаджи Илия станал учител.

## Памет
На Сава Доброплодни е наречена улица в кварталите „Драгалевци“ и „Могилата“ в София (Карта).
На негово име е наречена бившата улица XVII във Варна. Tова решение е взето през март 1912 г. на тържествено събрание на Варненското археологическо дружество по случай петдесетгодишнината на първото българско училище в града. Председателят на дружеството Херман Шкорпил предлага да се преименуват 30 улици (наречени линии) с имената на заслужили дейци на учебното дело и възраждането на българщината във Варна.